# Каракудицький сільський округ
Каракуди́цький сільський округ (каз. Қарақұдық ауылдық округі, рос. Каракудыкский сельский округ) — адміністративна одиниця у складі Алгинського району Актюбінської області Казахстану. Адміністративний центр — село Каракудик.
Населення — 1503 особи (2021; 1542 у 2009, 1848 у 1999, 2056 у 1989).
Станом на 1989 рік існувала Гагарінська сільська рада (села Голубиновка, Івановка, Чорноводськ). 2009 року Чорноводський сільський округ перейменовано в сучасну назву.

## Склад
До складу округу входять такі населені пункти:
| Населений пункт | Стара назва | Населення, осіб (1989) | Населення, осіб (1999) | Населення, осіб (2009) | Населення, осіб (2021) |
| --------------- | ----------- | ---------------------- | ---------------------- | ---------------------- | ---------------------- |
| Каракудик, село | Чорноводськ | 998                    | 984                    | 846                    | 941                    |
| Коктогай, село  | Голубиновка | 523                    | 423                    | 327                    | 263                    |
| Тіккайин, село  | Івановка    | 535                    | 441                    | 369                    | 299                    |